# Mukuhara Kenta
Kenta Mukuhara (椋原 健太 Mukuhara Kenta, sinh ngày 6 tháng 7 năm 1989 ở Ōta, Tokyo) là một cầu thủ bóng đá người Nhật Bản hiện tại thi đấu cho Fagiano Okayama ở J2 League.

## Thống kê sự nghiệp

### Câu lạc bộ
Cập nhật đến ngày 23 tháng 2 năm 2018.
| Câu lạc bộ          | Mùa giải            | Giải vô địch | Giải vô địch | Cúp1    | Cúp1      | Cúp Liên đoàn2 | Cúp Liên đoàn2 | Châu lục3 | Châu lục3 | Khác4   | Khác4     | Tổng    | Tổng      |
| Câu lạc bộ          | Mùa giải            | Số trận      | Bàn thắng    | Số trận | Bàn thắng | Số trận        | Bàn thắng      | Số trận   | Bàn thắng | Số trận | Bàn thắng | Số trận | Bàn thắng |
| ------------------- | ------------------- | ------------ | ------------ | ------- | --------- | -------------- | -------------- | --------- | --------- | ------- | --------- | ------- | --------- |
| F.C. Tokyo          | 2008                | 3            | 0            | 0       | 0         | 2              | 0              | -         | -         | -       | -         | 5       | 0         |
| F.C. Tokyo          | 2009                | 11           | 0            | 3       | 0         | 9              | 0              | -         | -         | -       | -         | 23      | 0         |
| F.C. Tokyo          | 2010                | 24           | 0            | 4       | 0         | 8              | 0              | -         | -         | 1       | 0         | 37      | 0         |
| F.C. Tokyo          | 2011                | 26           | 2            | 6       | 0         | -              | -              | -         | -         | -       | -         | 32      | 2         |
| F.C. Tokyo          | 2012                | 19           | 1            | 1       | 0         | 4              | 0              | 3         | 1         | 1       | 0         | 28      | 2         |
| Cerezo Osaka        | 2013                | 4            | 0            | 1       | 0         | 1              | 0              | –         | –         | –       | –         | 6       | 0         |
| F.C. Tokyo          | 2014                | 0            | 0            | 1       | 0         | 1              | 0              | –         | –         | –       | –         | 2       | 0         |
| Cerezo Osaka        | 2015                | 16           | 0            | 1       | 0         | –              | –              | –         | –         | –       | –         | 17      | 0         |
| Cerezo Osaka        | 2016                | 1            | 0            | 1       | 0         | –              | –              | –         | –         | –       | –         | 2       | 0         |
| U-23 Cerezo Osaka   | 2016                | 7            | 0            | –       | –         | –              | –              | –         | –         | –       | –         | 7       | 0         |
| Cerezo Osaka        | 2017                | 0            | 0            | 0       | 0         | 0              | 0              | –         | –         | –       | –         | 0       | 0         |
| U-23 Cerezo Osaka   | 2017                | 9            | 0            | –       | –         | –              | –              | –         | –         | –       | –         | 9       | 0         |
| Sanfrecce Hiroshima | 2017                | 8            | 0            | –       | –         | –              | –              | –         | –         | –       | –         | 8       | 0         |
| Tổng cộng sự nghiệp | Tổng cộng sự nghiệp | 128          | 3            | 18      | 0         | 25             | 0              | 3         | 1         | 2       | 0         | 176     | 4         |

1Bao gồm Cúp Hoàng đế Nhật Bản.
2Bao gồm J. League Cup.
3Bao gồm Giải vô địch bóng đá các câu lạc bộ châu Á.
4Bao gồm Giải bóng đá vô địch Suruga Bank và Siêu cúp Nhật Bản.

## Danh hiệu

### Câu lạc bộ
F.C. Tokyo
- J. League Division 2 (1): 2011
- Cúp Hoàng đế Nhật Bản (1): 2011
- J. League Cup (1): 2009
- Giải bóng đá vô địch Suruga Bank (1): 2010